# Fëdor Nikolaevič Jurčichin
Fëdor Nikolaevič Jurčichin (in russo Фёдор Николаевич Юрчихин?, Fyodor Nikolayevich Yurchikhin; Batumi, 3 gennaio 1959) è un cosmonauta russo d'origine greco pontica nato nell'Unione Sovietica nel territorio dell'attuale Georgia.
Lavorò dal 1983 come ingegnere nella società aerospaziale RKK Ėnergija fino alla selezione di cosmonauta, di cui sei anni come controllore di volo del Centro di controllo missione a Mosca. Nel 1997 venne selezionato come cosmonauta collaudatore del Gruppo RKKE 13 di RKK Ėnergija. Partecipò ad una missione Shuttle di breve durata, STS-112 (2001), e a quattro missioni di lunga durata Expedition 15 (2007), Expedition 24/25 (2010), Expedition 36/37 (2013) e Expedition 52/53 (2017) a bordo della Stazione spaziale internazionale (ISS).

## Biografia

### Istruzione
Nel 1976 diplomò alla scuola secondaria russa Nº5 nominata come S.P. Korolev a Batumi, dove studiò fisica e matematica. Nel 1983 conseguì una laurea in ingegneria meccanica presso il Moscow Aviation Institute (MAI), con specializzazione negli aerei. Nel 1978, dopo il secondo anno universitario, interruppe gli studi per lavorare per circa un anno nel gruppo di costruzione permanente degli studenti del MAI. Dal 1982 al settembre 1983 lavorò come assistente di laboratorio senior nel dipartimento del 608 MAI. Nel 2001 conseguì un dottorato presso l'Accademia Russa della Pubblica Amministrazione in economia.

### Carriera a RKK Ėnergija
Dopo la prima laurea iniziò la sua carriera nella società aerospaziale NPO Ėnergija (successivamente nota come RKK Ėnergija) come ingegnere (nel particolare dal 1988 come ingegnere senior, dal 1990 come ingegnere di 1ª categoria, dal 1991 come ingegnere capo) del 115° State Design Bureau. Dal novembre 1990 al giugno 1991 fu capo del gruppo operativo per il controllo della strumentazione della nave di tracciamento della Marina militare sovietica Kosmonavt Jurij Gagarin.
Dal 1991 lavorò nel Main Operational Management Group (GOGU) del Centro di controllo missione di Mosca come: capo del programma di opzioni di riserva, capo del programma giornaliero, capo specialista delle informazioni digitali del sistema di controllo del movimento, capo sostituto del gruppo di pianificazione del veicolo spaziale cargo Progress.
Dal 1995 al 1997 lavorò come assistente direttore di volo per il Programma Shuttle-Mir.

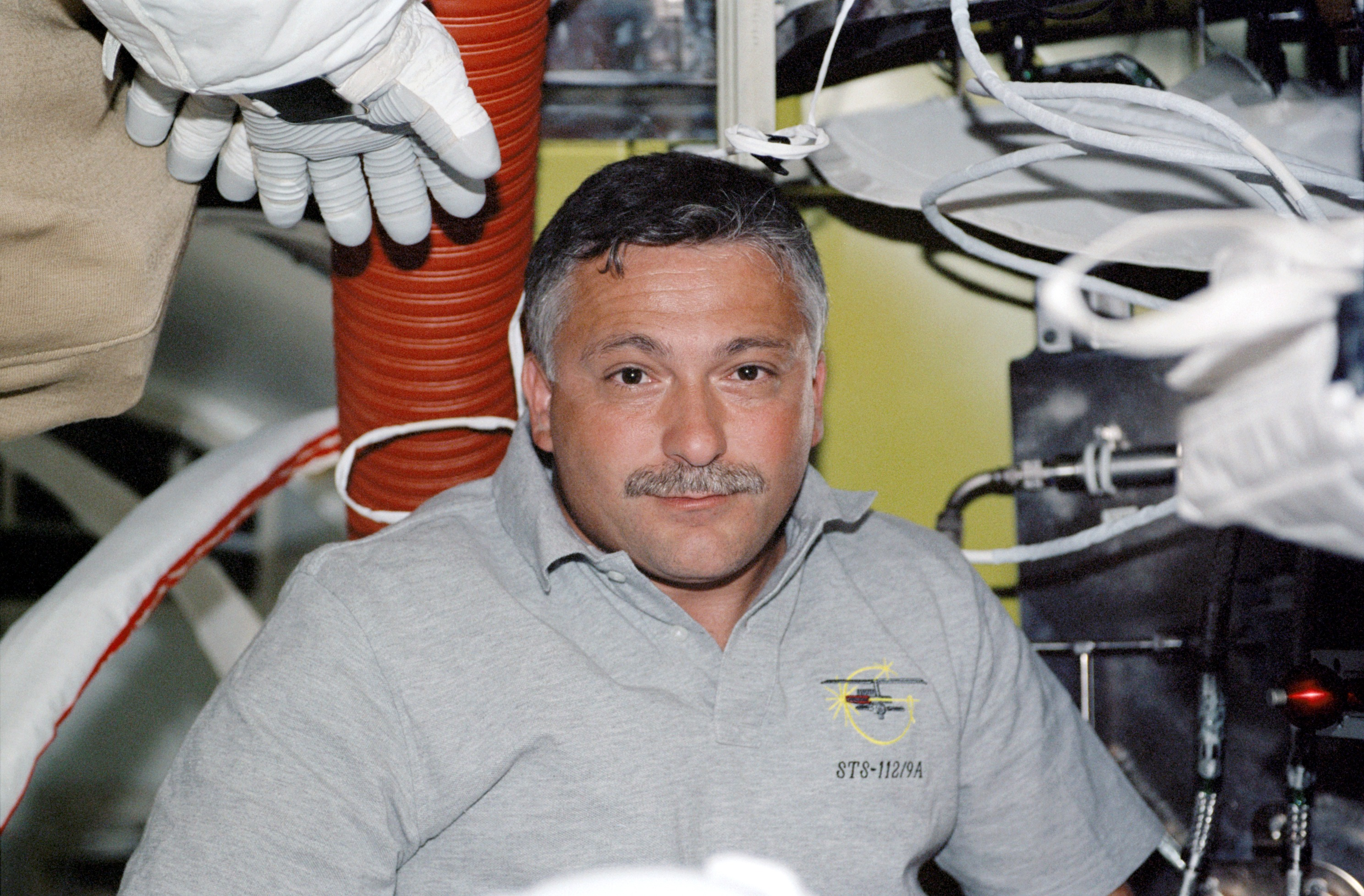
Jurčichin all'interno del Joint Airlock della ISS durante l'STS-112

### Carriera come cosmonauta
Il 14 ottobre 1997 venne selezionato come cosmonauta del Gruppo 13 di RKK Ėnergija (RKKE 13).
Dal 16 gennaio 1998 al 26 novembre 1999 seguì l'addestramento generale dello spazio presso il Centro di addestramento cosmonauti Jurij Gagarin, superando con successo l’esame finale. Il 1º dicembre 1999 venne qualificato come cosmonauta collaudatore. A febbraio 2000 iniziò l'addestramento di gruppo in preparazione di una futura assegnazione a una missione a bordo della ISS. Il 7 febbraio 2012 venne trasferito dal Corpo cosmonauti di RKK Ėnergija a quello di Roscosmos, dopo la decisione statale di unificare tutti i corpi cosmonauti russi. A settembre 2019 il capo del corpo cosmonauti di Roscosmos, Oleg Kononenko, dichiarò che Jurčichin era stato dichiarato definitivamente non idoneo al volo. La dichiarazione ufficiale avvenne nel dicembre dello stesso anno dal GCTC, dove veniva precisato che Jurčichin non faceva più parte del Corpo cosmonauti. Durante la sua carriera accumulò 672 giorni nello spazio in cinque missioni spaziali, su due veicoli e una stazione spaziale, di cui 59 ore e 28 minuti nell'esterno della ISS utilizzando due tipi di tute per EVA differenti. Fu un cosmonauta collaudatore di 3ª classe e un istruttore cosmonauta collaudatore di 1ª classe. 

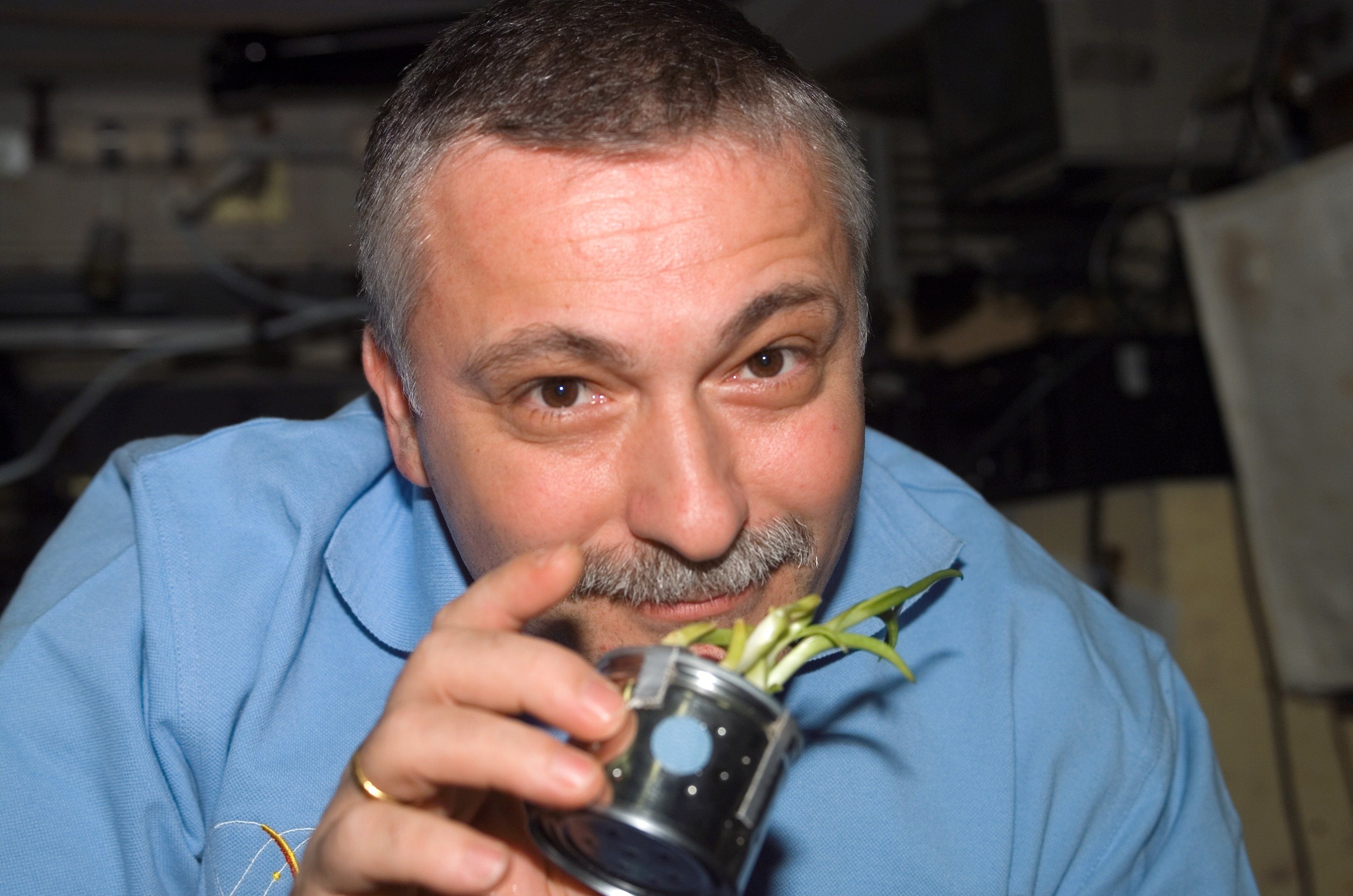
Jurčichin fotografato con una piantina di aglio cresciuta in microgravità durante l'Exp 15

#### STS-112
Il 17 agosto 2001 venne assegnato alla missione di breve durata Shuttle STS-112; il mese successivo si recò per il Johnson Space Center per iniziare l'addestramento sullo Shuttle. Partì per la sua prima missione il 7 ottobre 2002 come specialista nel volo 4 a bordo dello Shuttle Atlantis per la missione STS-112. L'obiettivo della missione fu quello di continuare i lavori di costruzione della Stazione insieme all'equipaggio di lunga durata Expedition 5. Durante la missione divenne il primo cosmonauta a prendere parte al censimento della popolazione mentre era in orbita. Tornò sulla Terra il 18 dello stesso mese, atterrando nella pista 33 del Shuttle Landing Facility del Kennedy Space Center.

#### Expedition 15
L'11 dicembre 2003 venne nominato ingegnere di volo per l'equipaggio di riserva dell'Expedition 13 dell'ISS. Nonostante i ritardi nella ripresa dei voli Shuttle regolari e i conseguenti cambiamenti degli equipaggi, rimase nell'equipaggio fino alla sua conferma nel dicembre 2005. Si addestrò insieme a Michael Fincke e Sergej Volkov come equipaggio di riserva della Sojuz TMA-8. Alla fine di luglio 2005 venne incluso nel gruppo misto di astronauti che avrebbero partecipato a una delle Expedition 15/16/17; a maggio 2006 venne assegnato all'equipaggio dell'Expedition 15, insieme a Oleg Kotov e Clayton Anderson. Alla fine di maggio 2006 partecipò all'addestramento di sopravvivenza in acqua a Sebastopoli con l'equipaggio condizionale composto da Kotov e Anousheh Ansari. Pochi giorni dopo, venne assegnato ufficialmente anche dai partner internazionali all'Exp 15 insieme a Kotov e Anderson. Jurčichin e Kotov sarebbero stati lanciati a bordo del veicolo Sojuz TMA-10 mentre Anderson avrebbe usato due voli Shuttle.

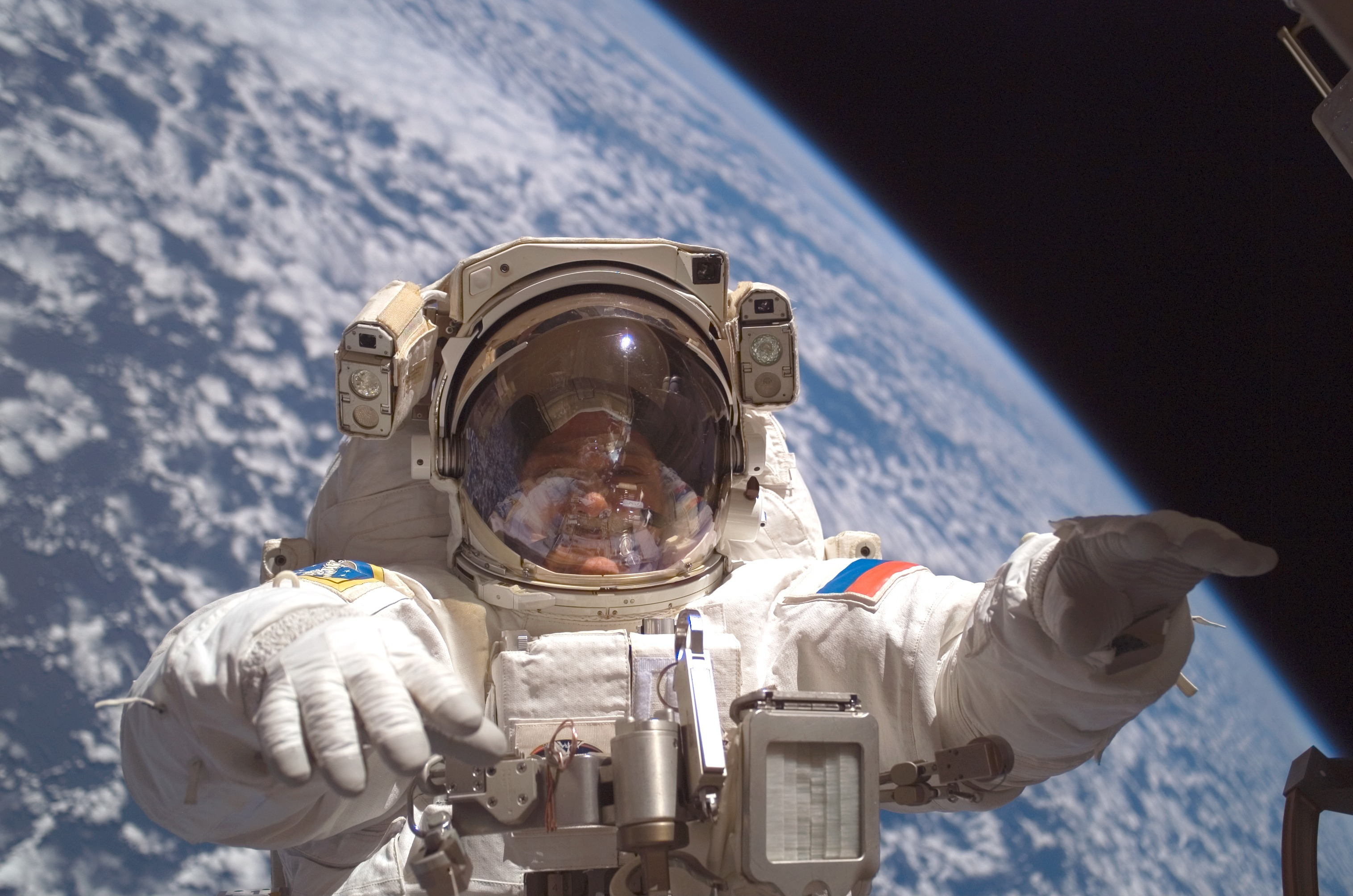
Durante la terza EVA dell'Expedition 15, utilizzando la tuta spaziale EMU

Tornò nello spazio il 7 aprile 2007 come ingegnere di volo 1 della Sojuz TMA-10 e comandante dell'Expedition 15, insieme al comandante Kotov e il turista spaziale Charles Simonyi. Durante la permanenza in orbita di 196 giorni tra le altre attività svolte, effettuò tre attività extraveicolari (EVA) tra maggio e luglio 2007, di cui una con la tuta EMU all'esterno del Segmento americano (USOS). 
Il 21 ottobre 2007, durante il rientro sulla Terra, il modulo di servizio e il modulo di discesa della Sojuz non si separarono correttamente causando un rientro balistico. Il rientro balistico è una modalità di rientro sicura, usata automaticamente quando sopraggiunge un problema durante la modalità normale; purtroppo questa modalità è più difficoltosa da sopportare fisicamente per i cosmonauti, che vengono sottoposti a 9 g invece dei soliti 4 g. Inoltre, il punto di atterraggio viene traslato, in questo caso il modulo di rientro atterrò 320 km di distanza dal punto di atterraggio previsto inizialmente. 

#### Expedition 24/25
Nell'aprile 2009 venne assegnato come ingegnere di volo delle Expedition 24/25, insieme agli astronauti NASA Shannon Walker e Douglas Wheelock. Durante gli esami di pre-volo del GCTC, nell'esame del 26 maggio 2010 l'equipaggio commise degli errori ma gli venne data la possibilità di ritentare l'esame due giorni dopo. Il 28 maggio, al secondo tentativo, l'equipaggio superò l'esame, ricevendo l'idoneità al volo.

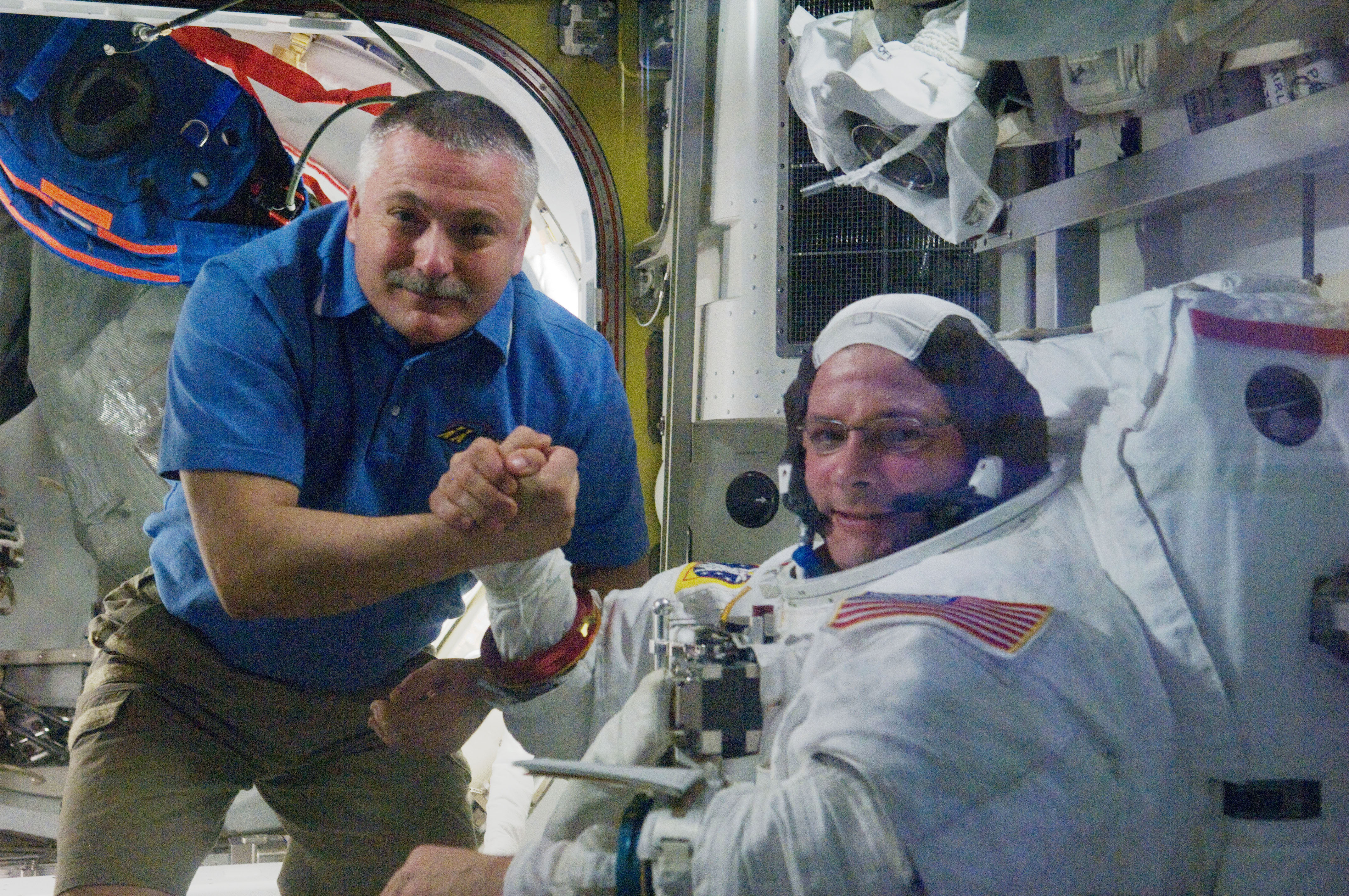
Jurčichin e Wheelock della Sojuz TMA-19 poco prima di una delle tre EVA d'emergenza

La sua terza missione spaziale ebbe inizio il 16 giugno 2010 quando partì come comandante della Sojuz TMA-19 dal Cosmodromo di Bajkonur, attraccando al boccaporto del modulo Zvezda della ISS due giorni dopo. Il 28 giugno con il suo equipaggio si sganciò da Zvezda per attraccare al modulo Rassvet per permettere l'attracco dei veicoli cargo Progress. Due giorni dopo, supervisionò l'attracco della Progress M-06M che però non andò come sperato; mentre si trovava a pochi chilometri dalla ISS la navicella interruppe l'attracco a causa di un errore nelle comunicazioni. Un secondo tentativo venne programmato per il 4 luglio, quando la Progress riuscì ad attraccare autonomamente al modulo Zvezda senza ulteriori problemi. Durante la notte del 31 luglio 2010 una pompa di ammoniaca del circuito A del sistema di raffreddamento del Segmento americano smise di funzionare, facendo scattare gli allarmi all'interno della ISS e svegliando l'equipaggio. Il mancato funzionamento di questa pompa impedì il raffreddamento di buona parte della Stazione e perciò i controllori di volo a Terra del Centro di controllo missione a Houston (MCC-H) dovettero spegnere diverse apparecchiature americane per non surriscaldare la ISS. Gli astronauti statunitensi collegarono dei cavi ponticello tra il modulo russo Zarja e l'USOS per evitare ulteriori problemi di raffreddamento; nonostante ciò l'equipaggio e la Stazione non furono mai in pericolo. Non essendo riusciti a risolvere il problema da Terra, il MCC-H decise di sostituire la pompa di ammoniaca difettosa con una funzionante di ricambio durante tre attività extraveicolari d'emergenza (EVA), svolte da Wheelock e Caldwell Dyson nell'agosto 2010. Jurčichin stesso svolse due attività extraveicolari, questa volta programmate, una con Michail Kornienko e una con Oleg Skripočka, rispettivamente a luglio e a novembre 2010. Il 26 novembre 2010 fece ritorno sulla Terra con il suo equipaggio dopo 163 giorni di missione, atterrando nel territorio disabitato a circa 35 km dalla città di Arkalyk in Kazakistan.

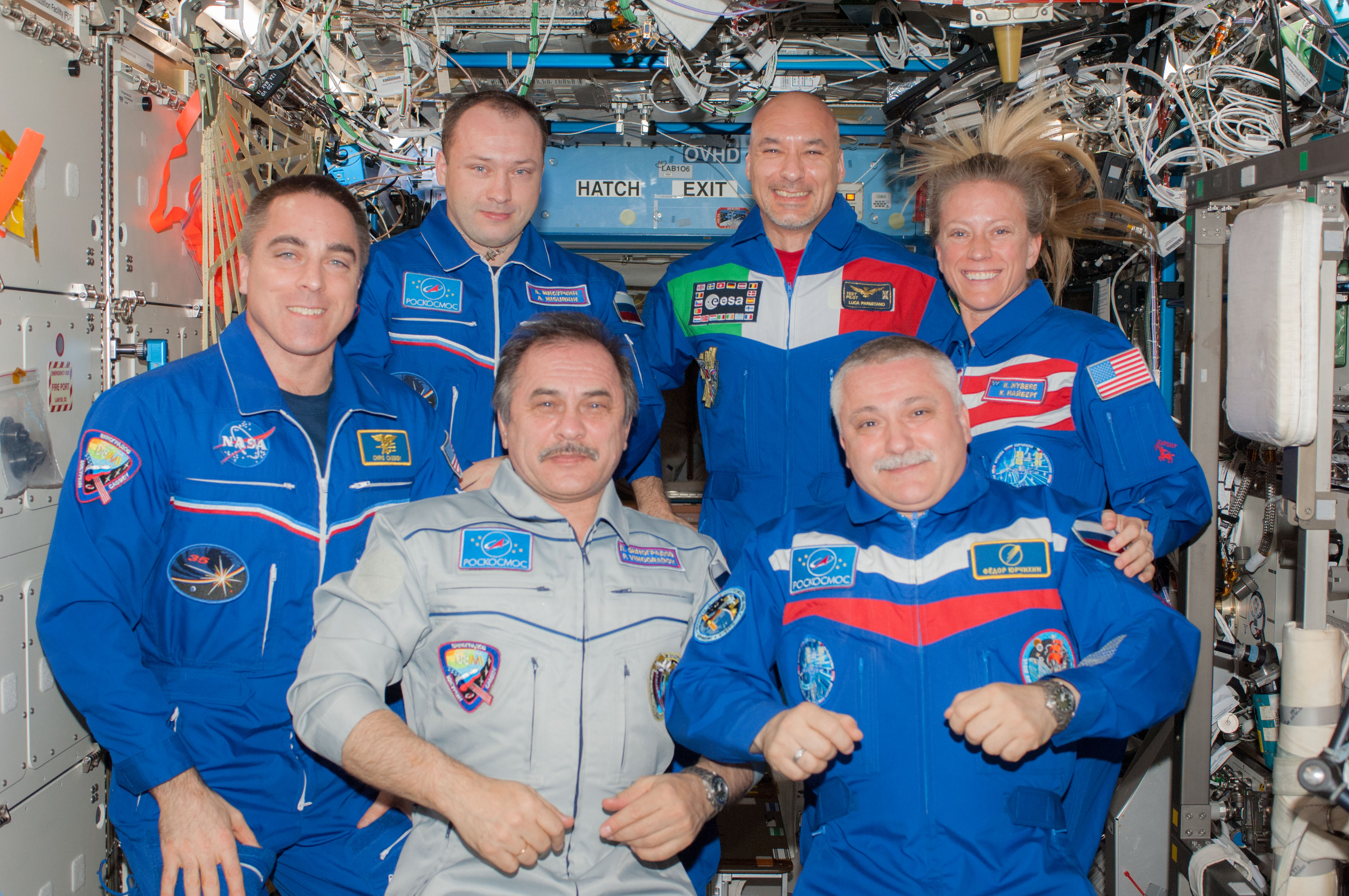
Jurčichin (secondo da destra) e il restante equipaggio dell'Expedition 36

#### Expedition 36/37
Il 24 agosto 2011 venne assegnato come comandante della Sojuz TMA-13M per l'Expedition 39/40. Nel dicembre dello stesso anno però venne spostato all'equipaggio Expedition 36/37, sostituendo il cosmonauta Maksim Suraev. A dicembre 2012 ricoprì il ruolo di comandante dell'equipaggio di riserva della Sojuz TMA-07M, insieme all'astronauta italiano Luca Parmitano e l'astronauta statunitense Karen Nyberg.
Partì al comando della Sojuz TMA-09M il 28 maggio 2013 per prendere parte all'Expedition 36/37. Utilizzando per la seconda vola in assoluto il nuovo profilo di volo breve (sei ore invece dei soliti due giorni) attraccò con il suo equipaggio al modulo Rassvet. Durante la missione svolse molti esperimenti scientifici e manutenzione del Segmento russo, supervisionò l'attracco del veicolo cargo russo Progress M-20M e dell'europeo ATV-4 e svolse tre EVA insieme a Aleksandr Misurkin. Si trovava a bordo quando avvenne l'incidente della seconda EVA di Christopher Cassidy e Parmitano, durante la quale si accumulò dell'acqua all'interno del casco di Parmitano, mettendo a repentaglio la sua vita. In vista dell'arrivo della Sojuz TMA-11M e per permettere il suo attracco a Rassvet, l'equipaggio della Sojuz TMA-09M dovette svolgere un redocking, cioè dovette sganciarsi dal modulo Rassvet e riagganciarsi nel modulo Zvezda.

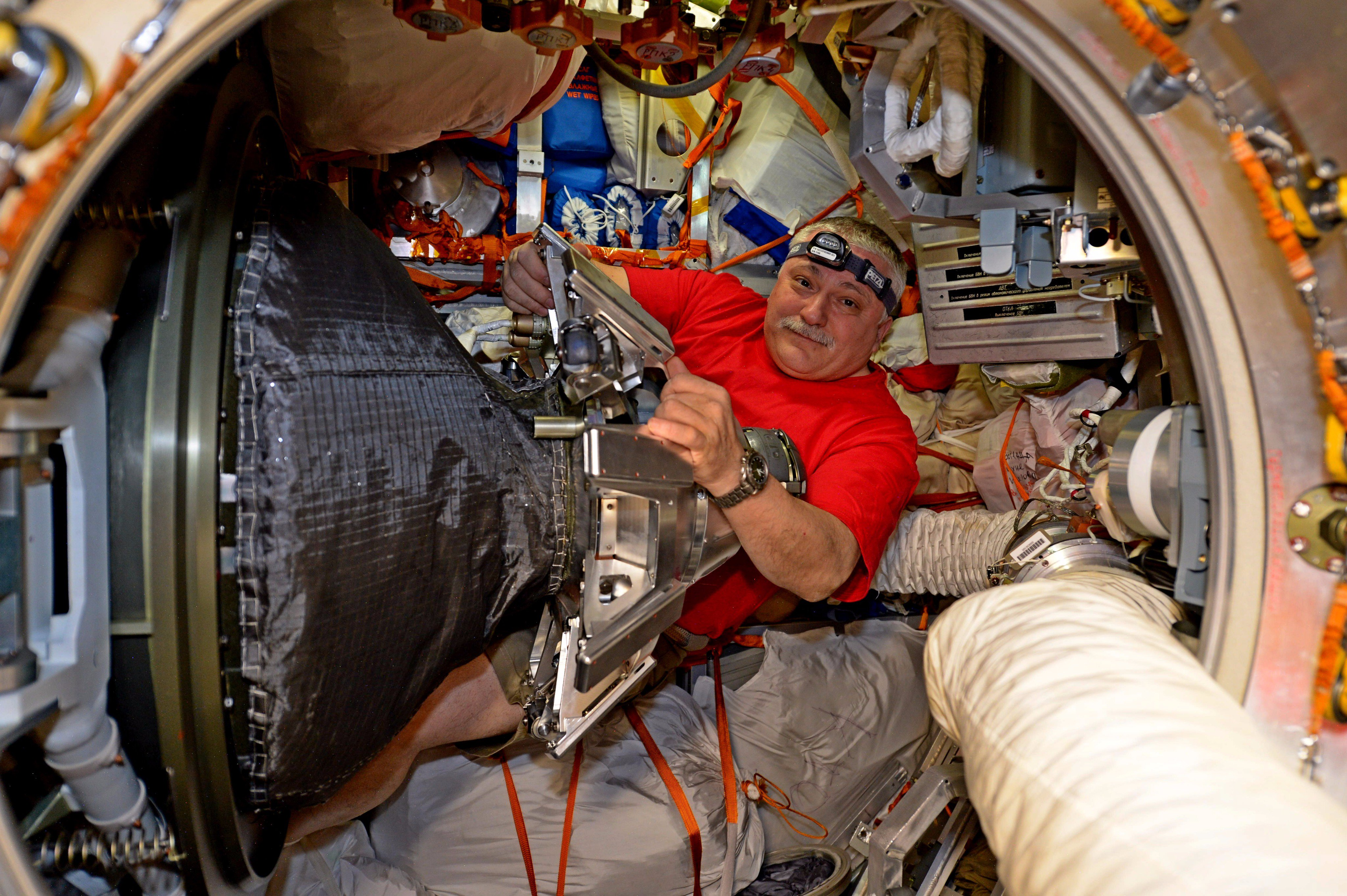
Lavorando all'interno nel veicolo cargo Progress M-20M

La presenza di tre Sojuz servì a far arrivare sulla ISS la fiamma olimpica di Soči 2014 e farla rientrare sulla Terra pochi giorni dopo. Inoltre, Oleg Kotov e Sergej Rjazanskij portarono la fiamma olimpica fuori dalla Stazione durante un'attività extraveicolare. Durante questi giorni a bordo della ISS abitarono nove persone contemporaneamente durante la missione ufficiosamente chiamata Exp 37.5; era la prima volta dal pensionamento dello Shuttle avvenuto nel 2011 che non si trovavano nove persone sulla ISS. Il 10 novembre 2013 l'equipaggio della Sojuz TMA-09M insieme alla fiamma olimpica si sganciò per l'ultima volta dalla ISS per fare ritorno sulla Terra poche ore dopo.

#### Expedition 52/53
Il 6 agosto 2015 venne assegnato alla Sojuz MS-04 (Expedition 52/53) insieme all'astronauta statunitense Jack Fischer e all'astronauta italiano Paolo Nespoli. Alla fine di gennaio 2016 partecipò insieme al suo equipaggio all'addestramento di sopravvivenza invernale. Dopo aver ricoperto il ruolo di comandante dell'equipaggio di riserva della Sojuz MS-03 nel novembre 2016, Nespoli venne rimosso dall'equipaggio.

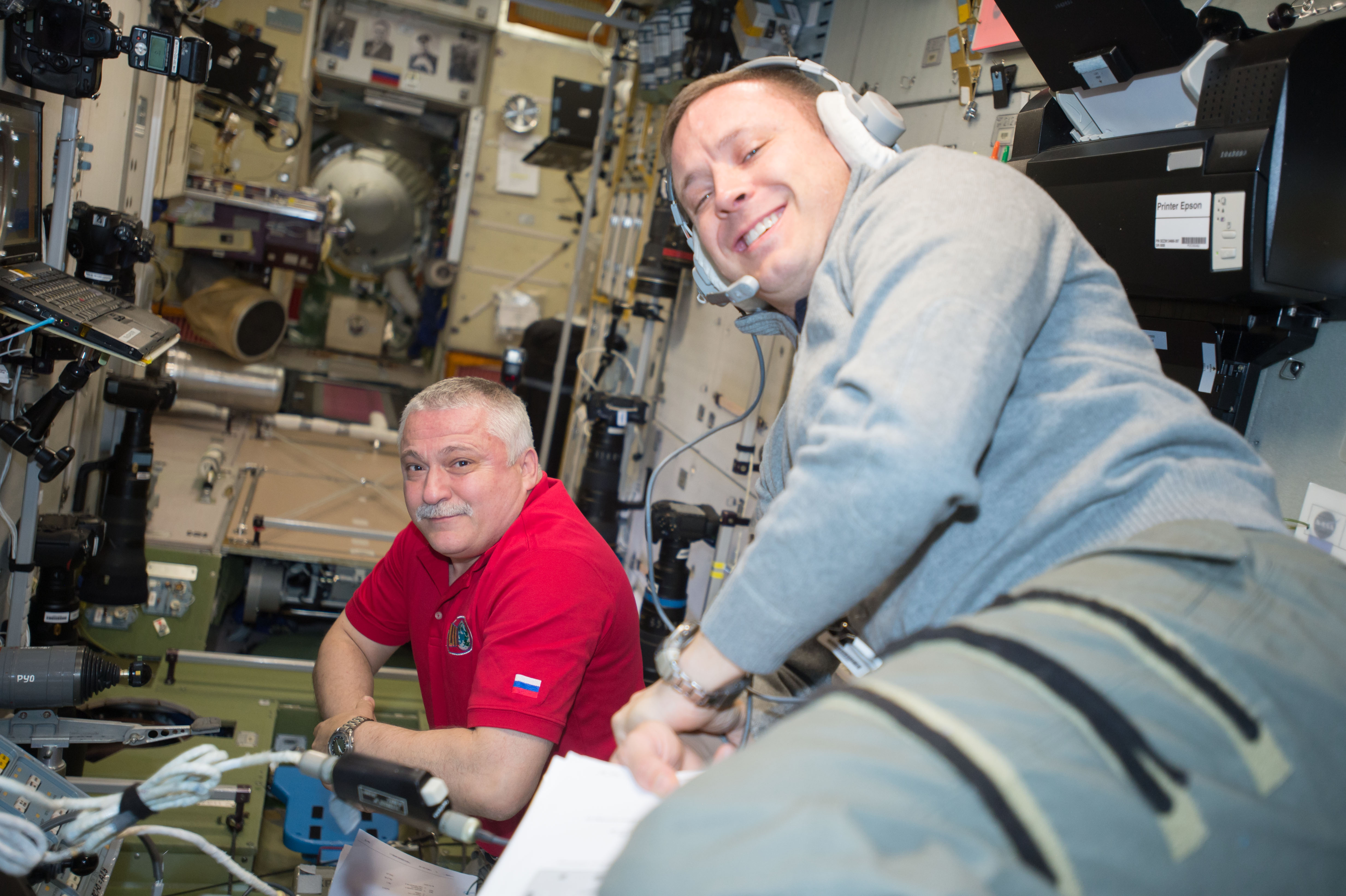
Jurčichin (a sinistra) e Fischer visti all'interno del modulo russo Zvezda

Partì per il suo quarto e ultimo volo il 20 aprile 2017 dal Cosmodromo di Bajkonur a bordo della Sojuz MS-04 con Fisher, attraccando al modulo Rassvet poche ore dopo. Il 1º giugno 2017 ottenne il comando della Stazione dall'astronauta Peggy Whitson per l'Expedition 53. Il 17 agosto con il cosmonauta Rjazanskij partecipò ad un'attività extraveicolare, accumulando nella sua carriera 59 ore e 28 minuti all'esterno della ISS. Dato il seggiolino non occupato nella Sojuz MS-04, la NASA decise di estendere la missione di Whitson e di permetterle di tornare insieme a Jurčichin e Fischer, invece che a bordo della Sojuz MS-03. Il 3 settembre i tre membri dell'equipaggio fecero ritorno sulla Terra, atterrando nel Kazakistan.

### Dopo la carriera di cosmonauta
Nel novembre 2018 divenne direttore del Centro di Cosmonautica e Aviazione, che opera nel Padiglione 34 Cosmos presso l'Esposizione delle conquiste dell'economia nazionale (VDNCh).

## Vita privata
È sposato con Larisa Anatol'evna Jurčichina e ha due figli. Nel tempo libero gli piace studiare cosmonautica, collezionare francobolli, il calcio, trascorrere del tempo con la sua famiglia, leggere romanzi storici e di fantascienza.

## Galleria d'immagini

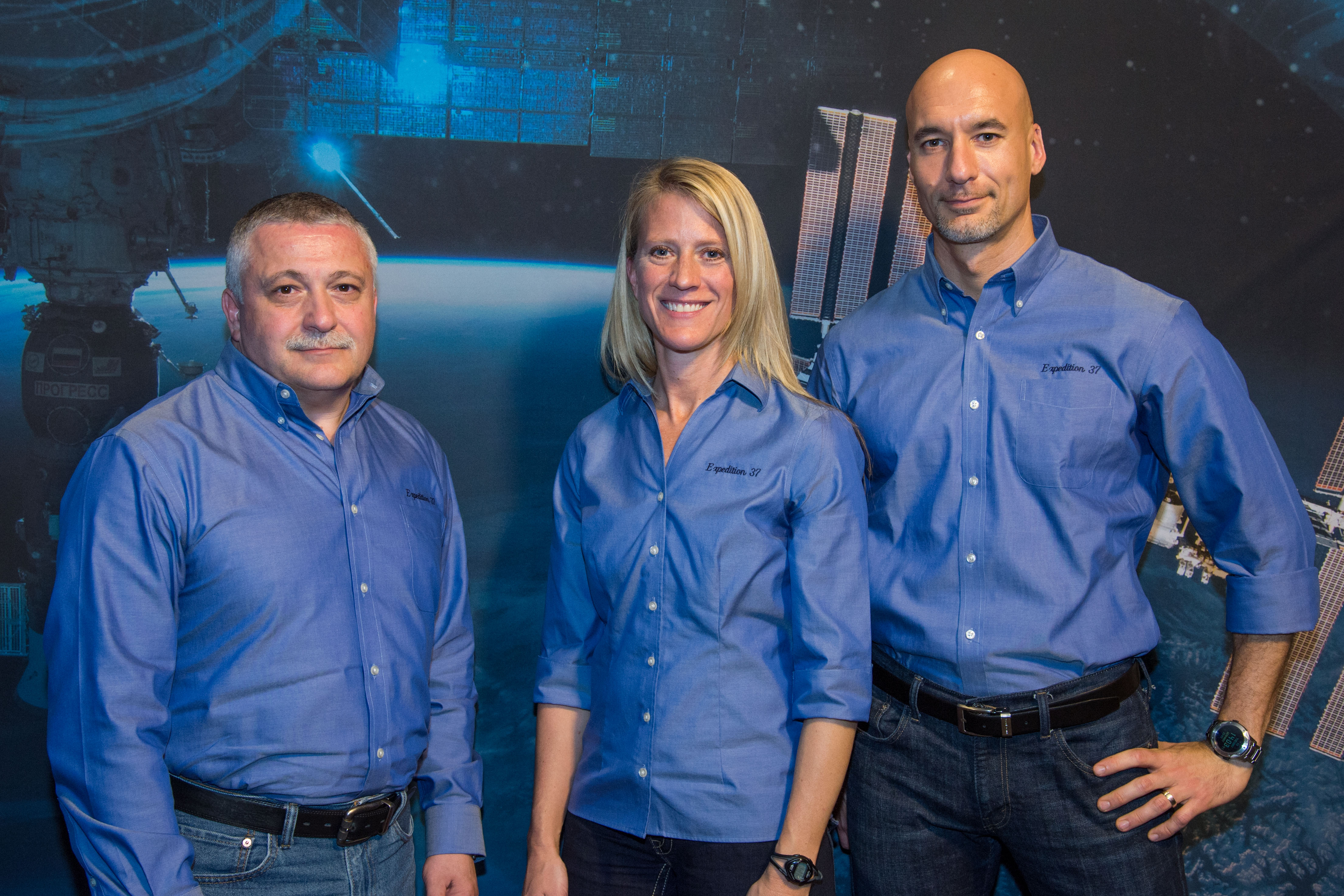
Equipaggio della Sojuz TMA-09M. Da sinistra: Jurčichin, Nyberg, Parmitano
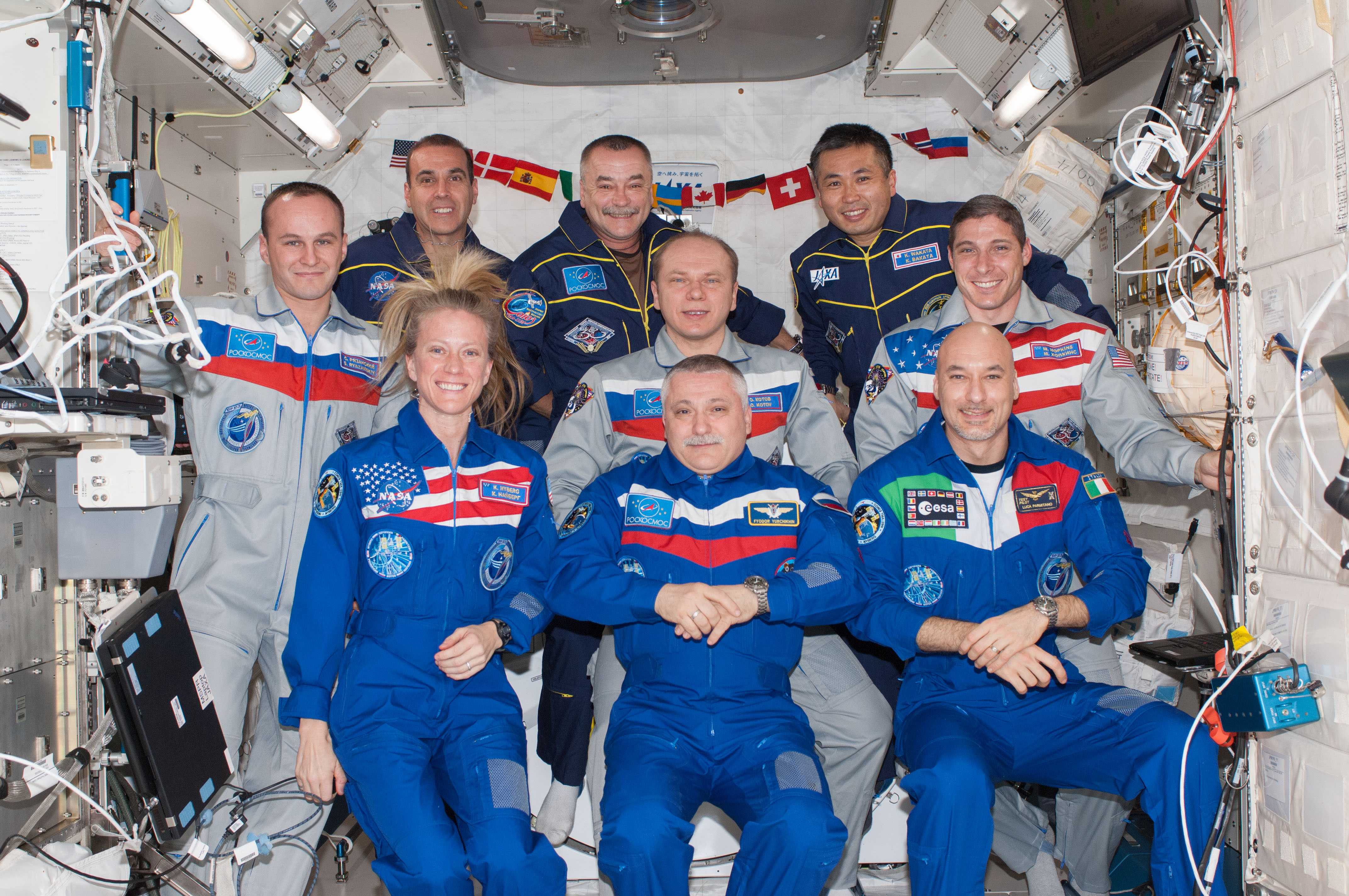
I nove membri degli equipaggi delle Sojuz TMA-09M, TMA-10M e TMA-11M
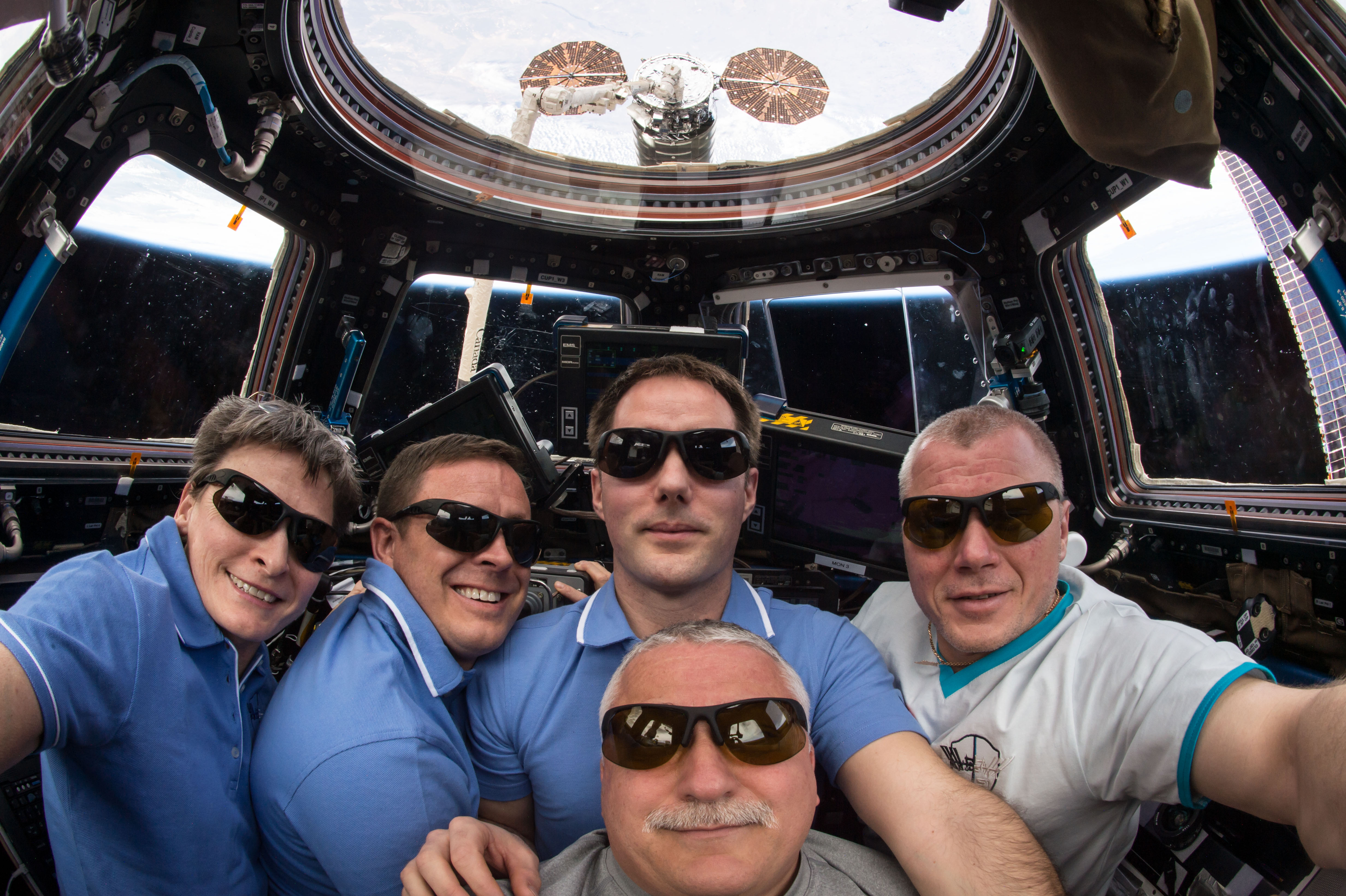
L'Equipaggio dell'Expedition 51 dentro la Cupola